# کینه‌تا
کینه‌تا (یونانی: Κινέτα ، Κινέττα) فیلمی در ژانر درام به کارگردانی یورگوس لانتیموس است که در سال ۲۰۰۵ منتشر شد. فیلم‌نامه این فیلم توسط یورگوس لانتیموس و یورگوس کاکاناکیس نوشته شده است. آریس سروتالیس و یولیکا اسکافیدا از جمله بازیگران یونانی این فیلم هستند.